# Mộ Dung Thổ Dục Hồn
Mộ Dung Thổ Dục Hồn (giản thể: 慕容吐谷浑; phồn thể: 慕容吐谷渾; bính âm: Mùróng Tǔyùhún, 246-317) là người kiến lập nên nước Thổ Dục Hồn, là thủy tổ của những người cai trị Thổ Dục Hồn sau này. Ông là con trai trưởng của Tiên Ti thiền vu Mộ Dung Thiệp Quy (song là con của tiểu thiếp), là anh trai của Mộ Dung Hối- cha của người sáng lập nên Tiền Yên là Mộ Dung Hoảng.
Ông và Mộ Dung Hối vốn có quan hệ hữu hảo, song vì Mộ Dung Hối nghe theo lời xúi giục mà dần xa lánh anh trai. Một lần Mộ Dung Hối lấy cớ ngựa hai bên cắn nhau mà tranh chấp với Mộ Dung Thổ Dục Hồn, sau đó Mộ Dung Thổ Dục Hồn bày tỏ muốn ra đi. Mặc dù Mộ Dung Hối ăn năn và sửa chữa, song Mộ Dung Thổ Dục Hồn thấy đã phát sinh hiềm khích nên vẫn quyết tâm ra đi.
Vào năm 283, Mộ Dung Thổ Dục Hồn đã dẫn đầu 1.700 hộ di cư đến khu vực nay thuộc Âm Sơn của Nội Mông. Khoảng năm 313, Mộ Dung Thổ Dục Hồn dẫn các hộ từ Âm Sơn tiến về phía nam, đến đất Phu Hãn thuộc Lũng Tây (nay thuộc Lâm Hạ, Cam Túc). Lấy đây làm căn cứ địa, con cháu kế tục khai khẩn ra ba hướng nam, bắc và tây, thống trị các tộc Đê Khương tại khu vực nay thuộc tỉnh Thanh Hải, nam bộ tỉnh Cam Túc, tây bắc bộ tỉnh Tứ Xuyên. Năm 317, Mộ Dung Thổ Dục Hồn qua đời, con trai trưởng là Thổ Diên kế vị.